# Льюис, Майк (гребец)
Майкл «Майк» Питер Льюис (англ. Michael "Mike" Peter Lewis; род. 15 апреля 1981, Виктория) — канадский гребец, выступавший за сборную Канады по академической гребле в период 2001—2011 годов. Бронзовый призёр летних Олимпийских игр в Пекине, обладатель бронзовой медали чемпионата мира, дважды серебряный призёр Панамериканских игр в Санто-Доминго, победитель и призёр многих регат национального и международного значения.

## Биография
Майк Льюис родился 15 апреля 1981 года в городе Виктория провинции Британская Колумбия.
Начал заниматься академической греблей в 1999 году. Состоял в гребной команде «Виктория Вайкс» во время учёбы в Викторианском университете, неоднократно принимал участие в различных студенческих регатах. Окончил университет, получив учёную степень в области химии.
Впервые заявил о себе в гребле на международной арене в 2001 году, став пятым в распашных безрульных четвёрках лёгкого веса на молодёжной регате в Линце. Год спустя в лёгких безрульных двойках одержал победу на молодёжной регате в Генуе.
Первого серьёзного успеха на взрослом международном уровне добился в сезоне 2003 года, когда вошёл в основной состав канадской национальной сборной и выиграл две серебряные медали на Панамериканских играх в Санто-Доминго: в лёгких безрульных четвёрках и в тяжёлых восьмёрках.
В 2004 году побывал на чемпионате мира в Баньолесе, откуда привёз награду бронзового достоинства, выигранную в зачёте лёгких безрульных двоек.
В 2006 году на мировом первенстве в Итоне финишировал в лёгких безрульных четвёрках четвёртым.
В 2007 году в той же дисциплине был четвёртым на чемпионате мира в Мюнхене и на этапе Кубка мира в Люцерне.
Благодаря череде удачных выступлений удостоился права защищать честь страны на летних Олимпийских играх 2008 года в Пекине. В программе безрульных четвёрок лёгкого веса пришёл к финишу третьим позади экипажей из Дании и Польши — тем самым завоевал бронзовую олимпийскую медаль.
После пекинской Олимпиады Льюис остался в составе гребной команды Канады на ещё один олимпийский цикл и продолжил принимать участие крупнейших международных регатах. Так, в 2009 году в лёгких безрульных четвёрках он стартовал на мировом первенстве в Познани, сумел квалифицироваться лишь в утешительный финал В и расположился в итоговом протоколе соревнований на 11 строке.
В 2010 году в лёгких безрульных четвёрках занял 15 место на чемпионате мира в Карапиро.
На мировом первенстве 2011 года в Бледе показал в той же дисциплине 14 результат. На том завершил карьеру профессионального спортсмена.